# Steffan Rhodri
Steffan Rhodri (* 1. März 1967 in Swansea, Wales) ist ein walisischer Schauspieler, der in englischer und walisischer Sprache spielt.

## Leben und Karriere
Steffan Rhodri stammt aus Swansea in Südwales. 1997 war er in der Rolle des Hunky in der schwarzhumorigen Filmkomödie Das Chaoten-Kaff zum ersten Mal als Darsteller vor der Kamera zu sehen. Anschließend trat er als Noah Jones im Filmdrama Salomon und Gaenor auf. In der 2002 erschienenen Filmkomödie Ali G in da House stellte er einen Lehrer dar. Es folgten Gastauftritt in den Fernsehserien Hautnah – Die Methode Hill, Heartbeat und Belonging. 
Von 2007 bis 2010 war Rhodri in der walisischen Comedyserie Gavin & Stacey in der prominenten Nebenrolle des Dave Coaches zu sehen, die ihm in Großbritannien größere Bekanntheit einbrachte. Zunächst sollte es sich bei dem Engagement lediglich um eine Episodenrolle handeln. Auf Drängen seines Agenten wurde die Rolle schließlich ausgebaut. 
2010 war Rhodri zunächst in der Dramedy-Verfilmung Submarine von Richard Ayoade zu sehen und übernahm danach in Harry Potter und die Heiligtümer des Todes – Teil 1 die Rolle des Zaubereiministeriummitarbeiters Reg Cattermore, die ihm einem internationalen Publikum bekannt machte. 
2011 wirkte er in dem Abenteuerfilm Ironclad – Bis zum letzten Krieger an der Seite von Brian Cox und Paul Giamatti mit. Es folgten Gastauftritte in den Serien Father Brown, Inspector Mathias – Mord in Wales, A Touch of Cloth und Cucumber.
2015 war Rhodri im walisischen Filmdrama Under Milk Wood als Mog Edwards zu sehen. 2017 trat er in einer Fernseh-Inszenierung von Georg Büchners Woyzeck in der Rolle des Hauptmanns auf. Im selben Jahr war er in einer kleinen Nebenrolle in Wonder Woman zu sehen. 
Es folgten Serienauftritte in A Very English Scandal, Manhunt, Wild Bill, The Last Kingdom, We Hunt Together und House of the Dragon. 2021 trat er in der Horrorverfilmung Don’t Breathe 2 in der Rolle eines Chirurgen auf. 
Steffan Rhodri ist Vater von zwei Kindern. Neben seinen Auftritte in Film und Fernsehen steht er regelmäßig auf der Theaterbühne. So wirkte er in seiner Heimat Wales unter anderem in Inszenierungen von Große Erwartungen und Maria Stuart mit. 
2011 lieh er in der englischen Version des japanischen Videospiels Ni no Kuni: Der Fluch der Weißen Königin der Figur Drippy seine Stimme und sprach sie mit seinem walisischen Heimatakzent.
Abseits des Schauspiels setzt sich Rhodri wohltätig für das Bewusstsein und Sammeln von Spendengeldern im Kampf gegen den Bauchspeicheldrüsenkrebs ein.

## Filmografie (Auswahl)
- 1997: Das Chaoten-Kaff (Twin Town)
- 1997: Der Tod war schneller (A Mind to Kill, Fernsehserie, Episode 2x01)
- 1999: Salomon und Gaenor (Solomon and Gaenor)
- 2001: The Bench (Fernsehserie, 2 Episoden)
- 2001: Tales from Pleasure Beach (Miniserie, Episode 1x03)
- 2001: Ali G in da House (Ali G Indahouse)
- 2005: Hautnah – Die Methode Hill (Wire in the Blood, Fernsehserie, Episode 3x04)
- 2007: Heartbeat (Fernsehserie, Episode 16x13)
- 2007: Giles Wemmbley Hogg Goes Off.... to Glastonbury (Fernsehfilm)
- 2007–2010: Gavin & Stacey (Fernsehserie, 11 Episoden)
- 2008: Belonging (Fernsehserie, 2 Episoden)
- 2008: Cymru Fach
- 2010: Doctors (Fernsehserie, 5 Episoden)
- 2010: Der Allergrösste bin Ich (The Big I Am)
- 2010: Submarine
- 2010: Pentalath (Fernsehserie, 2 Episoden)
- 2010: Harry Potter und die Heiligtümer des Todes – Teil 1 (Harry Potter and the Deathly Hallows: Part)
- 2011: Ironclad – Bis zum letzten Krieger (Ironclad)
- 2011: Ni no Kuni: Der Fluch der Weißen Königin (englische Version, Stimme)
- 2013: Father Brown (Fernsehserie, Episode 1x04)
- 2013: Stella (Fernsehserie, Episode 2x07)
- 2013: Inspector Mathias – Mord in Wales (Hinterland, Fernsehserie, Episode 1x02)
- 2014: Under Milk Wood (Fernsehfilm)
- 2014: A Touch of Cloth (Fernsehserie, Episode 3x01)
- 2014: Cara Fi (Fernsehserie, 8 Episoden)
- 2015: Cucumber (Miniserie, Episode 1x05)
- 2015: Under Milk Wood
- 2016: The Hollow Crown (Fernsehserie, Episode 2x02)
- 2017: Nachdem ich ihm begegnet bin (Apple Tree Yard, Miniserie, 2 Episoden)
- 2017: Woyzeck (Fernsehfilm)
- 2017: Wonder Woman
- 2017–2019: Keeping Faith (Fernsehserie, 5 Episoden)
- 2018: A Very English Scandal (Fernsehserie, Episode 1x03)
- 2018: Last Summer
- 2019: Manhunt: Auf der Jagd nach dem Hammermörder (Manhunt, Fernsehserie, 3 Episoden)
- 2019: Wild Bill (Fernsehserie, 4 Episoden)
- 2019–2021: Temple (Miniserie, 6 Episoden)
- 2020: Dream Horse
- 2020: The Last Kingdom (Fernsehserie, 4 Episoden)
- 2020–2022: We Hunt Together (Fernsehserie, 6 Episoden)
- 2021: Don’t Breathe 2
- 2021: In My Skin (Fernsehserie, 4 Episoden)
- 2022: House of the Dragon (Fernsehserie, 3 Episoden)
- 2023: The Last Kingdom: Seven Kings Must Die
- 2023: Steeltown Murders